# Berklee Lecture, 1971
Berklee Lecture, 1971 ist ein postum veröffentlichter Tonträger von Sun Ra. Die im August 1971 an der University of California, Berkeley, entstandenen Aufnahmen erschienen am 4. Oktober 2024 auf Corbett vs. Dempsey.

## Hintergrund
1971 wurde Sun Ra zum Dozenten am neu geschaffenen Department of Afro-American Studies der University of California, Berkeley ernannt. Seine Kurseinheit trug den Titel The Black Man in the Cosmos („Der schwarze Mensch im Kosmos“); sein Lehrplan umfasste „Das ägyptische Totenbuch“, „Black Man of the Nile and His Family“ von Yosef Ben-Jochannan, „Black Fire: An Anthology of Afro-American Writing“ von LeRoi Jones und andere Bücher sowie Lesungen über Hieroglyphen, Sklavenerzählungen und die Rosenkreuzer.
Zum ersten Mal überhaupt offiziell veröffentlicht, enthält das Album Berklee Lecture, 1971 ein bisher unveröffentlichtes Tondokument (von der Länge einer halben Stunde) von einer Vorlesung von Sun Ra aus dem Jahr 1971. Nach der Vorlesung aus seinem Berkeley-Kurs The Black Man in the Cosmos, in der er seine Ideen präsentierte, schließt sich die Darbietung von zwei Musikstücken an, einer Klavierversion von „Love in Outer Space“ (vom Album The Night of the Purple Moon, 1970) und einem Solo auf dem Moog-Synthesizer.

## Titelliste
- San Ra: Berklee Lecture, 1971 (Corbett vs. Dempsey CvsDCD113)[3]

1. Berkeley Lecture 32:13
2. Love in Outer Space 4:57
3. Moog Solo 16:15

Die Kompositionen stammen von Sun Ra.

## Rezeption
Einer dieser Vorträge – der vermutlich im Mai 1971 gehalten wurde – wurde aufgezeichnet und vom Sun-Ra-Kommentator Paul Youngquist als „eine erstaunliche Lektion, nicht so sehr eine Darlegung, sondern vielmehr eine Aufführung schwarzen Gegenwissens, das mit konventionellem akademischen Lernen nicht vergleichbar ist“ charakterisiert. Im Laufe von 32 Minuten habe Ra mit seinem sanften Südstaatenakzent weniger einen akademischen Diskurs gehalten, sondern eine Mischung aus „Interpretationsstrategien, Gleichungen, Wortspielen und kritischen Kommentaren zu allem, von der Bibel bis zu den Nachrichten von gestern.“ In Inhalt und Stil habe Sun Ras Kurs „das schwarze Gegenwissen durch eine kompromisslose (und oft humorvolle) Kritik der amerikanischen Kultur gefördert“, zitierte Simon Adams im Jazz Journal.